# 4月20日 (旧暦)
旧暦4月20日（きゅうれきしがつはつか）は、旧暦4月の20日目である。六曜は大安である。

## できごと
- 延長元年（閏4月）（ユリウス暦923年6月7日） - 大宰権帥に左遷されたのち没した菅原道真を右大臣に復し正二位を贈る
- 平治元年（ユリウス暦1159年5月9日） - 二条天皇即位のため、保元より平治に改元
- 承久3年（ユリウス暦1221年5月13日） - 第85代・仲恭天皇が即位
- 嘉禄元年（ユリウス暦1225年5月28日） - 元仁より嘉禄に改元
- 天文15年（ユリウス暦1546年5月19日） - 河越夜戦

## 誕生日
- 永治元年（ユリウス暦1141年5月27日） - 明菴栄西、日本臨済宗の開祖（+ 1215年）
- 安政2年（グレゴリオ暦1855年6月4日） - 犬養毅、第29代内閣総理大臣（+ 1932年）
- 明治5年（グレゴリオ暦1872年5月26日） - 三角錫子、教育者（+ 1921年）

## 忌日
- 太熙元年（ユリウス暦290年5月16日） - 司馬炎（武帝）、西晋の初代皇帝（* 237年）
- 弘治2年（ユリウス暦1556年5月28日） - 斎藤道三、武将（* 1494年）
- 天正19年（グレゴリオ暦1591年6月11日） - 津田宗及、茶人
- 慶安4年（グレゴリオ暦1651年6月8日） - 徳川家光、江戸幕府3代将軍（* 1604年）